# Rione Antignano

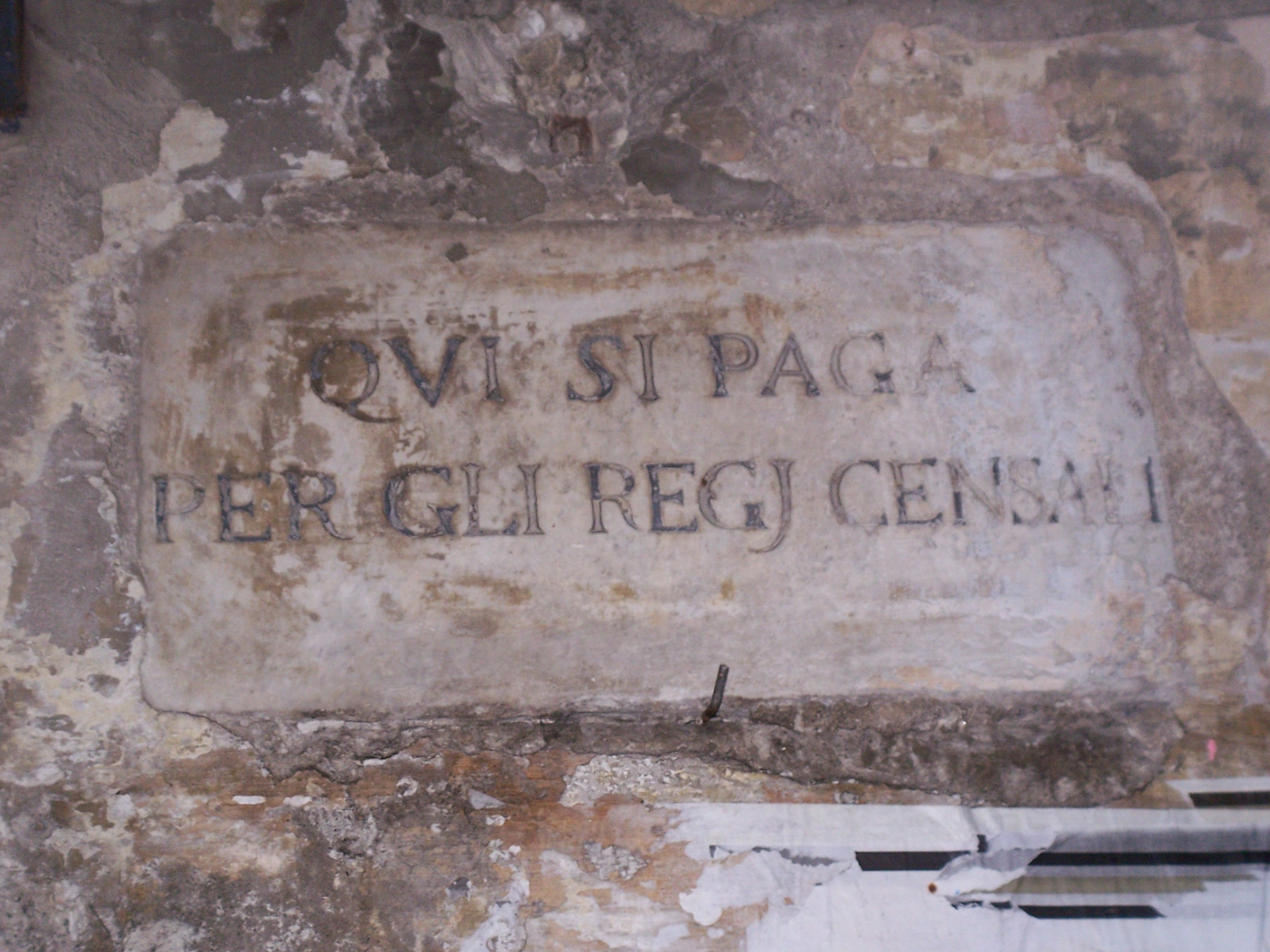
Iscrizione del Dazio

Il Rione Antignano è una delle zone più antiche del quartiere collinare del Vomero a Napoli; attualmente si estende lungo la via Antignano, il largo Antignano, il vico Antignano, la via Giuseppe Recco (già via Nuova Antignano), nonché il tratto superiore di via Annella di Massimo, parte di piazza degli Artisti e via San Gennaro ad Antignano.

## Storia e descrizione
Nasce al tempo dei Romani come un semplice nucleo abitativo rurale, sulla via Puteolis Neapolim per colles strada che prima dello scavo della galleria di collegamento tra Fuorigrotta e Mergellina costituiva l'unico collegamento via terra tra la zona flegrea e la città. Intorno al II secolo d.C. la strada fu risistemata e chiamata via Antiniana (o da ante Agnano in quanto posta di fronte al piccolo Lago di Agnano, da secoli prosciugato, o dall'aggettivo Antonianum, in riferimento ad un particolare proprietario della zona).
Agli inizi del Medioevo lungo quella strada e le altre vie consolari che univano Napoli a Nola, ad Atella, a Capua e a Cuma, si formarono innumerevoli piccoli insediamenti agricoli che furono chiamati "casali"; ed Antignano risulta, fin dal tempo ducale, uno degli oltre cinquanta casali che circondavano Napoli, i cui abitanti scendevano nella città a vendere prodotti agricoli.
Nel XV secolo viene menzionato come proprietà della nobile famiglia Capece (in particolare nella persona di d. Scipione Capece, Signore d'Antignano e di San Giovanni a Teduccio), e, verso la fine secolo, il poeta Giovanni Pontano, ministro di Ferrante I e di Alfonso II d'Aragona, vi fece costruire una magnifica villa con i celebri horti, da lui stesso cantati nei suoi componimenti.
Un cenno merita la basilica di San Gennaro ad Antignano nell'omonima via: l'attuale edificio risale ai primi del Novecento ed è privo di particolari pregi stilistici; quasi all'imbocco di via della Cerra v'è una minuscola edicola con un'effigie marmorea della testa del Santo, prelevata dalla preesistente chiesa eretta, nel 1707, abbattuta nel 1893 per fare spazio all'attuale basilica, poi realizzata nel 1904 su progetto di Giuseppe Pisanti; tale complesso si erge nel luogo dove, tradizionalmente, sarebbe avvenuto per la prima volta il miracolo della liquefazione del sangue di San Gennaro.
In epoca borbonica Antignano fu un punto nevralgico del Dazio, di cui si conserva ancora la sede, un piccolo edificio a due archi sul cui fianco campeggia l'iscrizione: "Qui si paga per gli regj censali".
Lungo la via Arenella, che fin dall'epoca medievale collega il Vomero vecchio, Antignano e l'Arenella, vede svolgersi sin dal XVII secolo la grande processione del Cristo risorto detta anche "il mistero d'Antignano": una manifestazione religiosa e folcloristica, proiezione tipica dello antico teatro medioevale, introdotta forse in epoca vicereale.